# Apostolskie Archiwum Watykańskie

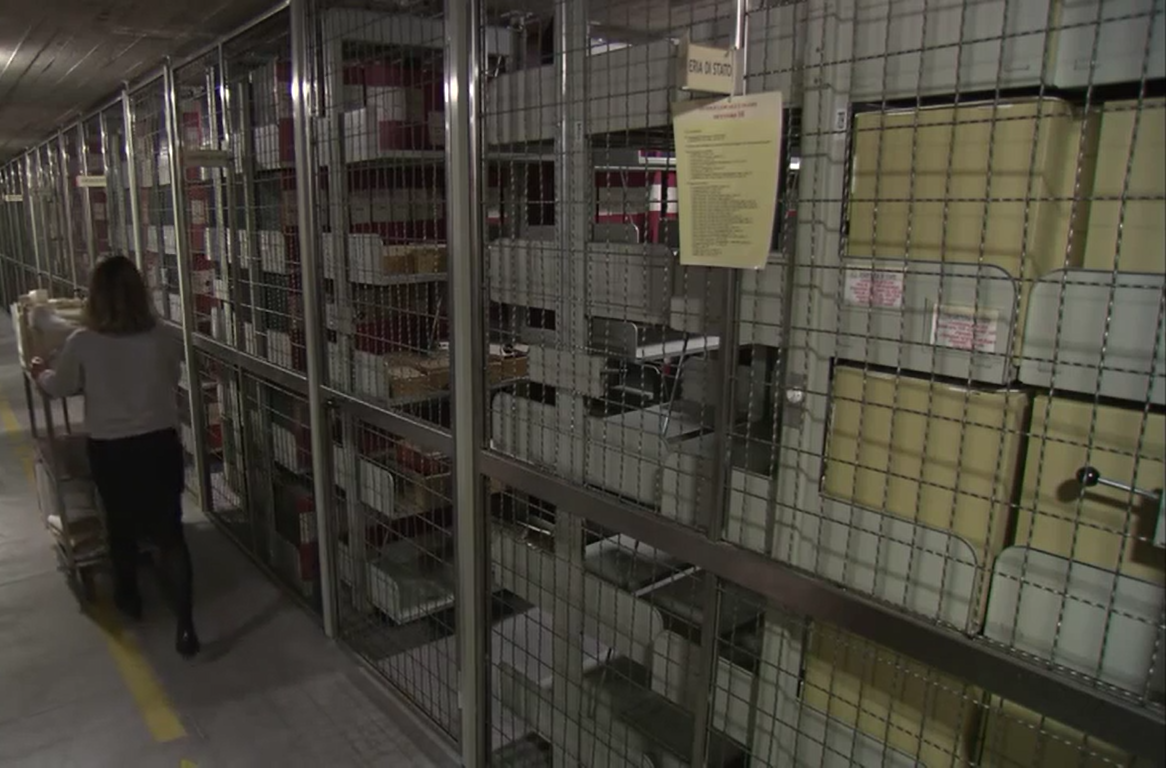
Apostolskie Archiwum Watykańskie

Apostolskie Archiwum Watykańskie (dawniej Tajne Archiwa Watykanu, łac. Archivum Secretum Apostolicum Vaticanum, wł. Archivio Segreto Vaticano) – watykańska instytucja stanowiąca centralne archiwum wszystkich aktów wydanych przez Stolicę Apostolską Kościoła katolickiego, pisma dyplomatyczne oraz inną korespondencję z nią związaną na przestrzeni wieków. Są tu przechowywane najważniejsze dokumenty związane z pontyfikatem papieży.

## Nazwa i znaczenie
Poprzednia nazwa Tajne Archiwa Watykanu była często używanym, lecz mylącym określeniem archiwów. W czasach, kiedy archiwa były formowane i otrzymywały kolejne nazwy, secretum znaczyło bardziej tyle, co "prywatny", "będący własnością", a mniej wiązało się z obecnym znaczeniem tego słowa rozumianym jako tajemnica, czy chęć ukrycia czegoś. Tym samym, nazwa Tajne Archiwa Watykanu powinna być rozumiana jako "archiwa będące własnością Papieża".
W 2019 Papież Franciszek w motu proprio L’esperienza storica (wł. Doświadczenie historyczne) zmienił nazwę archiwum z Tajne Archiwum Watykańskie na Apostolskie Archiwum Watykańskie.

## Historia
Archiwum papieskie – Scrinium Sanctum, zostało powołane przez papieża Juliusza I w IV wieku. Do XI wieku dokumenty były pisane na papirusie, stąd wiele z nich nie zachowało się do naszych czasów (papirus szybko ulega zniszczeniu). Archiwa były dosyć często przewożone w różne miejsca: do Lyonu i Viterbo przez Innocentego IV, do Anagnii przez Bonifacego VIII, czy do Perugii przez Benedykta XI. Zbiory zostały podzielone na dwie części, z czego jedna znalazła się w Carpentras, a druga w Asyżu, włączając je później do archiwum powstałego w Awinionie. Były one później sprowadzane do Rzymu (część za pontyfikatu Marcina V, inne dokumenty przeniósł Pius V w 1566 a resztę Pius VI w 1783).
Sykstus IV oddzielił zbiory biblioteczne od archiwalnych, tworząc w ten sposób Bibliotekę Watykańską oraz Biblioteca secreta; najcenniejsze dokumenty zgromadzono na Zamku św. Anioła. Pius IV natomiast utworzył główne papieskie archiwum w Pałacu Apostolskim w Awinionie i podjął starania o sprowadzenie przynajmniej części dokumentów do Rzymu (pierwsza część została sprowadzona wcześniej, za Marcina V). Papież Paweł V nakazał utworzyć Tajne Archiwum Watykańskie, w którym znalazła się większość dokumentów papieskich, zgromadzonych przezeń z Biblioteca secreta, Zamku św. Anioła i Kamery Apostolskiej. Pozostawały one niedostępne dla osób spoza Watykanu do późnych lat XIX wieku. Taka sytuacja sprzyjała rozpowszechnianiu się pogłosek o tajemnicach skrywanych w Tajnych Archiwach Watykanu. Znajdowały się one w trzech salach Pałacu Apostolskiego, przy czym w 1660 oraz XX wieku udostępniano na coraz to powiększające się archiwum nowe pomieszczenia. W 1810 w trakcie wojen napoleońskich Archiwum Watykańskie zostało przewiezione do Paryża. Do Francji trafiło wówczas 3239 skrzyń z dokumentami. Powodem kradzieży było pragnienie cesarza, aby we Francji stworzyć centralne Archiwum Europy. W latach 1815–1817 część zbiorów zwrócono Stolicy Apostolskiej. Gdy materiały przewożono z powrotem do Rzymu, potrzebowano już 1000 skrzyń mniej.
W 1870 na skutek powstania antypapieskiego archiwa znajdujące się poza murami Watykanu przejął rząd Królestwa Włoch. W 1881 Leon XIII postanowił udostępnić Archiwum Watykańskie naukowcom. Zaowocowało to rozwojem zagranicznych instytucji naukowych umieszczonych w Rzymie (np. Ecole Française, American Academy), które  podejmują badania historyczne nad archiwaliami watykańskimi. Pierwszym historykiem, który wykorzystał w swoich pracach zasoby archiwum, był Ludwig von Pastor.
W XX wieku zbiory sukcesywnie wzbogacały dokumenty Kurii Rzymskiej, Pałacu Apostolskiego, nuncjatur, I oraz II Soboru Watykańskiego oraz materiały archiwalne niektórych znanych rodów rzymskich związanych z historią Kościoła.
20 lutego 2002 Jan Paweł II podjął decyzję, aby dokumenty dotyczące Niemiec za okres 1922–1939 zostały ujawnione, aby ukrócić spekulacje dotyczące powiązań między Stolicą Apostolską a III Rzeszą. Dokumenty zostały ujawnione na początku 2003.

## Archiwa obecnie
Obecnie Apostolskie Archiwum Watykańskie ma 85 km bieżących dokumentów podzielonych na 630 zespołów archiwalnych. Najstarszym dokumentem jest Liber Diurnus Romanorum Pontificum (księga zawierająca zapisy z papieskiej kancelarii, począwszy od VIII wieku). W skład archiwum wchodzą dwie czytelnie, w których rocznie pracuje około 1500 naukowców z 60 krajów, sala z katalogami, biblioteka, laboratoria konserwatorskie i zajmujące się digitalizacją zbiorów oraz centrum komputerowe. Przy archiwum działa szkoła paleografii, dyplomatyki i archiwistyki.

## Kierownictwo
Na czele archiwów stoi Archiwista Świętego Kościoła Rzymskiego. Urząd ten jest tradycyjnie połączony  z urzędem Bibliotekarza Świętego Kościoła Rzymskiego. Obecnie archiwistą jest abp Giovanni Cesare Pagazzi. W zarządzie pomaga mu prefekt, który zarządza zbiorami, obecnie jest nim o. Rocco Ronzani.

### Archiwiści Świętego Kościoła Rzymskiego
- kard. Scipione Caffarelli-Borghese (1609–1618)
- kard. Scipione Cobelluzzi (1618–1626)
- kard. Francesco Barberini (1626–1633)
- kard. Antonio Barberini (1633–1646)
- kard. Orazio Giustiniani (1646–1649)
- kard. Luigi Capponi (1649–1659)
- kard. Flavio Chigi (1659–1681)
- kard. Lorenzo Brancati di Lauria (1681–1693)
- kard. Girolamo Casanate (1693–1700)
- kard. Enrico Noris (1700–1704)
- kard. Benedetto Pamphili (1704–1730)
- kard. Angelo Maria Quirini (1730–1755)
- kard. Domenico Passionei (1755–1761)
- kard. Alessandro Albani (1761–1779)
- kard. Francesco Saverio de Zelada (1779–1801)
- kard. Luigi Valenti Gonzaga (1802–1808)
- wakat w czasie okupacji Rzymu (1809–1814)
- kard. Giulio Maria della Somaglia (1826–1830)
- kard. Giuseppe Albani (1830–1834)
- kard. Luigi Lambruschini (1834–1853)
- kard. Angelo Mai (1853–1854)
- kard. Antonio Tosti (1860–1866)
- kard. Jean-Baptiste-François Pitra (1869–1879)
- kard. Joseph Hergenröther (1879–1890)
- ks. Luigi Tripepi (1892–1894)
- kard. Luigi Galimberti (1894–1896)
- kard. Francesco Segna (1896–1908)
- kard. Francesco Salesio Della Volpe (1908–1911)
- kard. Mariano Rampolla del Tindaro (1912–1913)
- kard. Francesco di Paola Cassetta (1914–1917)
- kard. Francis Aidan Gasquet (1917–1929)
- kard. Franziskus Ehrle (1929–1934)
- kard. Giovanni Mercati (1936–1957)
- kard. Eugène Tisserant (1957–1971)
- kard. Antonio Samorè (1974–1983)
  - kard. Alfons Maria Stickler (1984–1985) proarchiwista
- kard. Alfons Maria Stickler (1985–1988)
- kard. Antonio María Javierre Ortas (1988–1992)
  - kard. Luigi Poggi (1992–1994) proarchiwista
- kard. Luigi Poggi (1994–1998)
- kard. Jorge María Mejía (1998–2003)
- kard. Jean-Louis Tauran (2003–2007)
- kard. Raffaele Farina (2007–2012)
- abp Jean-Louis Bruguès (2012–2018)
- kard. José Tolentino Mendonça (2018–2022)
- abp Angelo Vincenzo Zani (2022–2025)
- abp Giovanni Cesare Pagazzi (od 2025)